# Namor
Namor, o Príncipe Submarino (Namor McKenzie), chamado de Namor the Sub-Mariner no original, é um personagem de quadrinhos americanos da Marvel Comics. Estreando no início de 1939, o personagem foi criado pelo escritor-desenhista Bill Everett para Funnies Inc., um dos primeiros estúdios a produzir quadrinhos por demanda. Inicialmente criado para a revista Motion Picture Funnies Weekly, o personagem foi publicado pela primeira vez na revista Marvel Comics # 1 (Abril de 1939) — primeira revista em quadrinhos da Timely Comics, uma predecessora da Marvel Comics nas décadas de 30 e 40. Durante esse período, conhecido por historiadores e fãs como a Era de Ouro dos Quadrinhos.
Suas origens estão relacionadas à lendária Atlântida. Namor é filho da princesa Fen — herdeira direta do trono de Atlântida, e filha do Imperador Thakorr — e do norte-americano Leonard McKenzie. A espécie humanoide da qual Namor pertence é chamada de Homo mermanus. Como características principais, têm a capacidade de (somente) respiração submarina, pele azul e olhos escuros. A mãe de Namor subiu à superfície para investigar explosões que ocorriam à capital de Atlântida. Nesse ínterim, conheceu o capitão McKenzie e se apaixonaram. Após o caso, ela voltou ao trono grávida. Na Atlântida nasceu Namor (que em língua atlante significa "o filho vingador"). Ele nasceu branco como o pai, com olhos claros que variam entre o azul e o verde. Seus cabelos são pretos (como os do pai e da mãe); tem aproximadamente 1,85 m, corpo esguio e apêndices nos calcanhares que assemelham-se às asas de aves.
O personagem foi recuperado anos mais tarde por Stan Lee e Jack Kirby, nas histórias do Quarteto Fantástico, responsável pela volta do gênero na editora. Seu retorno aconteceu no número 4 da revista Fantastic Four (maio de 1962), e para justificar sua ausência editorial, argumentou-se que ele tinha perdido a memória e que ele acreditava ser um andarilho, até o Tocha Humana (não o personagem original, mas o membro do Quarteto Fantástico) encontrá-lo e jogá-lo ao mar, recuperando assim a sua memória e poder.
Namor também foi responsável pela reintrodução do Capitão América no universo Marvel, batendo no gelo do Pólo Norte e revelando um pedaço de gelo em que o Capitão América foi congelado.
Atuou diretamente com os Vingadores, Quarteto Fantástico, Invasores, Esquadrão Vitorioso, Defensores, X-Men, e  Illuminati.

## Poderes e habilidades
Por causa de sua herança genética incomum, Namor é único entre ambos os seres humanos comuns e atlantes; ele é por vezes referido como "o primeiro mutante da Marvel", porque, embora a maioria de seus poderes sobre-humanos observados vêm do fato de que ele é um híbrido de DNA humano e atlante, a sua capacidade de voar não pode ser explicado por nenhum dos lados (atlantes são uma ramificação da humanidade "linha de base"); no entanto, em termos de cronologia em continuidade, havia muitos mutantes existentes antes de Namor. Namor possui uma fisiologia completamente anfíbia adequada para pressões extremas submarinos, força sobre-humana, velocidade, agilidade, durabilidade, voo, e longevidade. Namor tem a capacidade de sobreviver debaixo d'água por períodos indefinidos, e visão especialmente desenvolvido que lhe dá a capacidade de ver claramente nas profundezas do oceano.

## Origens ficcionais
No período que antecede a Segunda Guerra Mundial, o navio de exploradores "Oracle" viajava próximo à Antártida e detonou cargas explosivas no fundo do oceano para conseguir abrir espaço para a embarcação passar com segurança. Influenciado por um vilão chamado Paul Destino, o "Oracle" procurava os restos de uma antiga civilização.
Sem saber, no entanto, a equipe do navio estava destruindo com seus explosivos uma imensa cidade onde viviam os atlantes, uma espécie de homens do fundo do mar.
O imperador daquele mundo, rei Thakorr, ordenou então à sua filha, Fen, que fosse com um grupo de guerra à superfície descobrir o que estava acontecendo. Fen, porém, decidiu ir sozinha e usando uma poção que lhe permitia respirar ar, subiu ao navio, deixando a tripulação encantada com sua beleza.
Para investigar melhor, a princesa decidiu permanecer no navio aprendendo a cultura e a língua daqueles homens, ao mesmo tempo em que tentava impedir novas detonações, mas acabou se apaixonando pelo capitão, Leonard McKenzie. Os dois se casaram no navio e logo depois McKenzie descobriu a cidade perdida (Lemúria) que procurava (por sinal, criada por outro povo submarino, os Lemurenses), mas Paul Destino ficou louco ao encontrar na cidade uma relíquia maligna, o Capacete do Poder, e incidentalmente acabou com Atlântida.
McKenzie conseguiu voltar para o navio que, no exato momento em que ele chegou e abraçava Fen, foi atacado por soldados do pai dela, que acreditavam que a princesa havia sido raptada. O comandante foi gravemente ferido em frente à esposa (ela acreditou que ele havia morrido).
A cidade começou a ser reconstruída e Fen descobriu que estava grávida: tempos depois, nasceria Namor. O nome, por sinal, significa "filho vingador" na língua atlante.
A única criatura que se parecia com ele era uma prima, Aquaria, apelidada pelo pai como "Namora" por ser fisicamente parecida com Namor, sendo também fruto de uma relação interracial do povo submarino e os da superfície), que mais tarde se tornaria mãe de Namorita (o pai era um atlante chamado Maritanis). Namor cresceu e viveu aventuras submarinas (que envolviam tentativas políticas de tomada de poder) durante um bom tempo, quase sem contato com as pessoas da superfície, que considerava verdadeiros demônios pelo que faziam com o mar e por ouvir lendas dos demais atlantes.
Quando começou a Segunda Guerra Mundial, no entanto, combates entre navios causaram novos estragos em Atlântida e o herói foi enviado pelo imperador, seu avô, para se vingar. O herdeiro do mar começa sua vingança em Manhattan, onde acaba enfrentando o Tocha Humana original. Até que uma agente especial do exército chamada Betty Dean é enviada para capturá-lo. Ela finge estar se afogando e tenta usar uma arma contra o intruso quando este a resgata. Ele a desarma, mas fica admirado com a coragem da moça, da qual se torna amigo e, eventualmente, amante. Namor é então convencido de que os vilões de verdade são os nazistas e se une ao Tocha, Capitão América e a outros heróis da época na luta contra Hitler.
Em 1946, ao lado de Capitão América, Bucky, Tocha Humana, Ciclone e Miss América, integrou o "Esquadrão Vitorioso" (All-Winners Squad no original).

## Era de Prata
Namor foi reintroduzido por Stan Lee no Universo Marvel novamente como vilão  do Quarteto Fantástico (na revista The Fantastic Four # 4) e, depois, dos Vingadores.
Depois de lutar na II Guerra Mundial contra os nazistas, Namor perde a memória e vaga pelo mundo da superfície como um mendigo. Ao ser visto pelo Tocha Humana ele é reconhecido. Logo em seguida o jovem super herói o ajuda a se recuperar. Ao se lembrar de seu reino, a lendária Atlântida, Namor mergulha até o local onde ficava a cidade, mas só encontra ruínas. Culpando os seres da superfície, Namor jura vingança, mas seus ataques são rechaçados pelo Quarteto Fantástico e pelos Vingadores. Mais tarde, Namor reencontra seu povo, que havia se tornado nômade.
Namor continua a se confrontar com o Quarteto, mas desta vez seu alvo é a bela Garota Invisível. Namor a sequestra e pretende se casar com ela, mas a moça o rejeita e opta por Reed Richards, seu futuro marido. A preferência de Namor acaba enfurecendo seus súditos da Atlântida, principalmente sua prima Lady Dorma, que sempre foi apaixonada pelo Príncipe Submarino. Ela se une momentaneamente ao outro primo de Namor, o Lord Byrrah, que deseja tomar o poder, mas fracassa. Namor nunca esqueceu a Garota Invisível, mas se mantém à distância durante o tempo em que a moça está casada.
Em confronto com esse grupo, aliás, ele foi também o responsável pelo ressurgimento do Capitão América, ao jogar na água um bloco de gelo solto de um iceberg no qual o herói norte-americano ficou preso e tornara-se um totem de adoração de esquimós.  Logo, o gelo foi desfazendo-se na corrente marítima e, por acaso, Capitão América foi encontrado pelos Vingadores. Passou a ter suas próprias histórias, dividindo uma revista com O incrível Hulk.
Nessa época, as histórias do super-herói ficaram a cargo de Roy Thomas e John Buscema, que posteriormente desenvolveram suas ideias que abordavam selvageira e barbarismo na série de Conan, o Bárbaro.
Namor acaba descobrindo que o causador da destruição em seu reino foi o vilão da superfície chamado Paul Destino, que estava sob o poder de um capacete místico que depois ficou conhecido como "Coroa da Serpente", objeto de poder de um reino submarino rival de Atlântida, a igualmente lendária Lemúria. Influenciado pelo deus egípcio da morte Seti, que agia através do capacete, o vilão libera uma bomba nuclear e causa a destruição no reino submarino. Ele acaba sendo morto após se defrontar com o vingativo Namor. A coroa se perde em meio à batalha. Tempos depois, ela seria reencontrada e usada pelo lemuriano Conde Naga contra Namor.[carece de fontes?]

## Era de Bronze
Através de um retcon, Roy Thomas criou histórias ambientadas na II Guerra Mundial, onde é revelado que antes de integrar o Esquadrão Vitorioso, Namor fez parte dos Invasores, ao lado do Capitão América, Bucky e novos personagens como Union Jack e Spitfire.

## Era Moderna

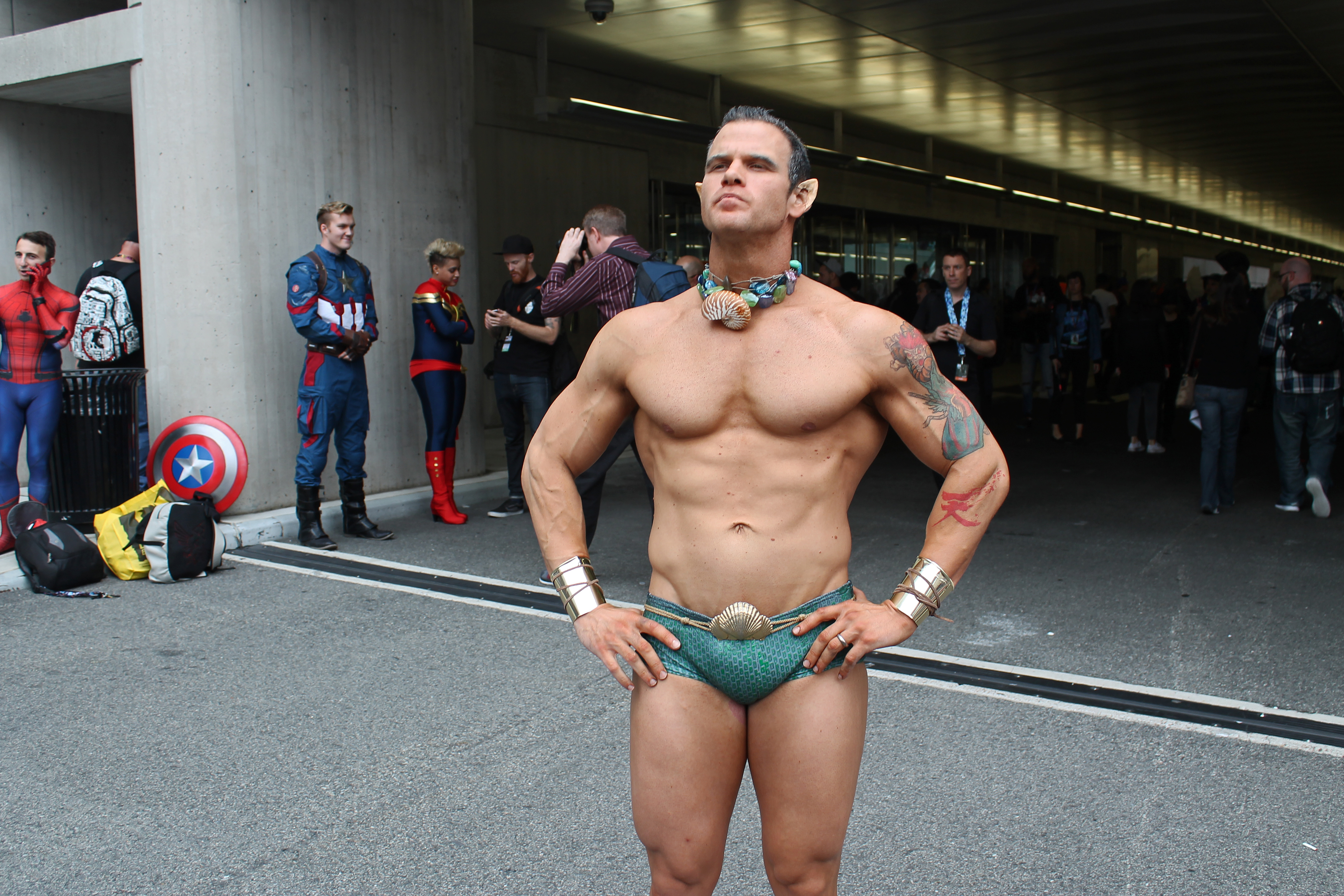
Cosplayer de Namor em 2016

Em importante passagem na vida de Namor, Reed Richards descobre que a fúria e descontrole dele decorrem das mudanças de pressão a que seu sangue era submetido toda vez que vinha à superfície, afinal seu organismo era adaptado para as profundezas dos oceanos. Ele começa a usar um aparelho embutido no traje real azul - que usava apenas em ocasiões formais  -  e consegue controlar as alterações fisiológicas de seu humor. Passa a viver como um rico nobre no exílio, tendo como companhia a sua jovem prima Namorita, que é um clone de Namora, sua outra prima falecida.[carece de fontes?]
Namor se casa com Lady Dorma, uma moça pertencente à aristocracia da corte atlante,  mas depois descobre que foi enganado e que sua noiva era na verdade a princesa lemuriana Llyra disfarçada. A verdadeira Dorma acaba sendo morta pela princesa. Após esse episódio, Namor deixa Atlântida e se une aos Vingadores. Durante essas aventuras, Namor conhece Marrina, da Tropa Alfa, e se casa com ela. Mas logo a moça morre, quando se descobre que ela é uma alienígena que se transforma em um monstro selvagem durante os períodos de procriação.[carece de fontes?]
Recentemente, por questões geopolíticas, teve de participar de uma nova destruição do reino e promover a diáspora atlante pela Terra.  Dado o alto nível tecnológico atlante, os atlantes se adaptaram à respiração na superfície, assim como na camuflagem da pele azulada para viverem nos diversos países da superfície.  Passam, então, a viver como observadores aguardando o momento de sua volta e reconstrução de um novo reino.  A guarda imperial mantém-se seguidora do Rei Namor, assim como cientistas e outros que vivem próximos à ilha artificial dos X-Men no litoral da cidade de São Francisco (Oeste dos EUA), já que o Rei participa do grupo mutante.[carece de fontes?]

## Outras Mídias

### Televisão
- Na década de 1950, uma série de televisão foi planejada com Richard Egan, mas nunca entrou em produção.[9][10] Da mesma forma, um piloto de televisão Submariner foi anunciado durante os anos setenta, mas nunca foi filmado devido à semelhança com a série de curta duração Man from Atlantis.
- Namor teve um segmento em The Marvel Super Heroes nos anos 60.
- Em 1967, a série Fantastic Four da Hanna-Barbera teve dois episódios com personagens baseados em Namor, como Grantray-Lawrence já havia licenciado o personagem um ano antes. "Demon of the Deep", com base em Fantastic Four # 4, caracterizado o vilão "Gamma", que usa um monstro submarino gigantesco para atacar Nova York.  "Danger in the Depths", com base em Fantastic Four # 33, apresenta o "Príncipe Triton",[11] com a voz de por Mike Road, e seu arqui-inimigo Attuma, com a voz de por Henry Corden.
- Na década de 1970, um piloto de televisão do Submariner foi anunciado, mas nunca filmado. Foi alegado que isso foi devido à sua semelhançaa série Man from Atlantis,[12] embora a veracidade disso seja contestada.[13] Em 1978, a Marvel Comics publicou sete edições de uma revista em quadrinhos Man from Atlantis, escrita por Bill Mantlo com arte de Frank Robbins e Frank Springer.
- Em 1981, Namor apareceu no episódio "Wrath of the Sub-Mariner" de Spider-Man,[14] com a voz de por Jerry Dexter. Ele ataca Nova York, em resposta à poluição causada pelo Rei do Crime.
- Ele apareceu no episódio  "7 Little Superheroes" de Spider-Man and His Amazing Friends, com a voz de Gary Owens. Ele apareceu ao lado de Capitão América, Shanna, e Doutor Estranho.
- Em 1994, Namor aparece em um episódio de Fantastic Four "Now Comes the Sub-Mariner", com a voz de por James Warwick.
- Namor apareceu no episódio "To Rule Atlantis" de The Avengers: United They Stand, com a voz de por Raoul Trujillo. Seu retrato é visto na sala de conferência em "Avengers Assemble, Part 1".
- Namor participa de 2 episódios do desenho Fantastic Four: World's Greatest Heroes de 2006: "Imperious Rex" e "Atlantis Attacks" com a voz de por Michael Adamthwaite.

### Cinema
- Os direitos cinematográficos do personagem pertencem a Marvel Studios, sendo anteriormente da Universal Studios.[15]
- Namor fez sua estreia no Universo Cinematográfico Marvel no filme Black Panther: Wakanda Forever, sendo interpretado pelo ator Tenoch Huerta,[16] no qual ele é retratado como o rei de Talocan, uma antiga civilização de habitantes subaquáticos ligados aos maias,[17] bem como um mutante.[18] Uma das razões foi evitar comparações com Aquaman,[19] personagem da concorrente DC Entertainment, a associação entre a lendária Atlantida e a Mesoamérica surgiu do livro Atlantis: The Antediluvian World (1882)  de Ignatius L. Donnelly.[20] Namor tem um papel antagônico no filme, semelhante a algumas versões nos quadrinhos.[21]